# Cerkiew św. Mikołaja w Prisztinie
Cerkiew św. Mikołaja – prawosławna cerkiew parafialna w Prisztinie, w eparchii raszko-prizreńskiej Serbskiego Kościoła Prawosławnego.

## Historia

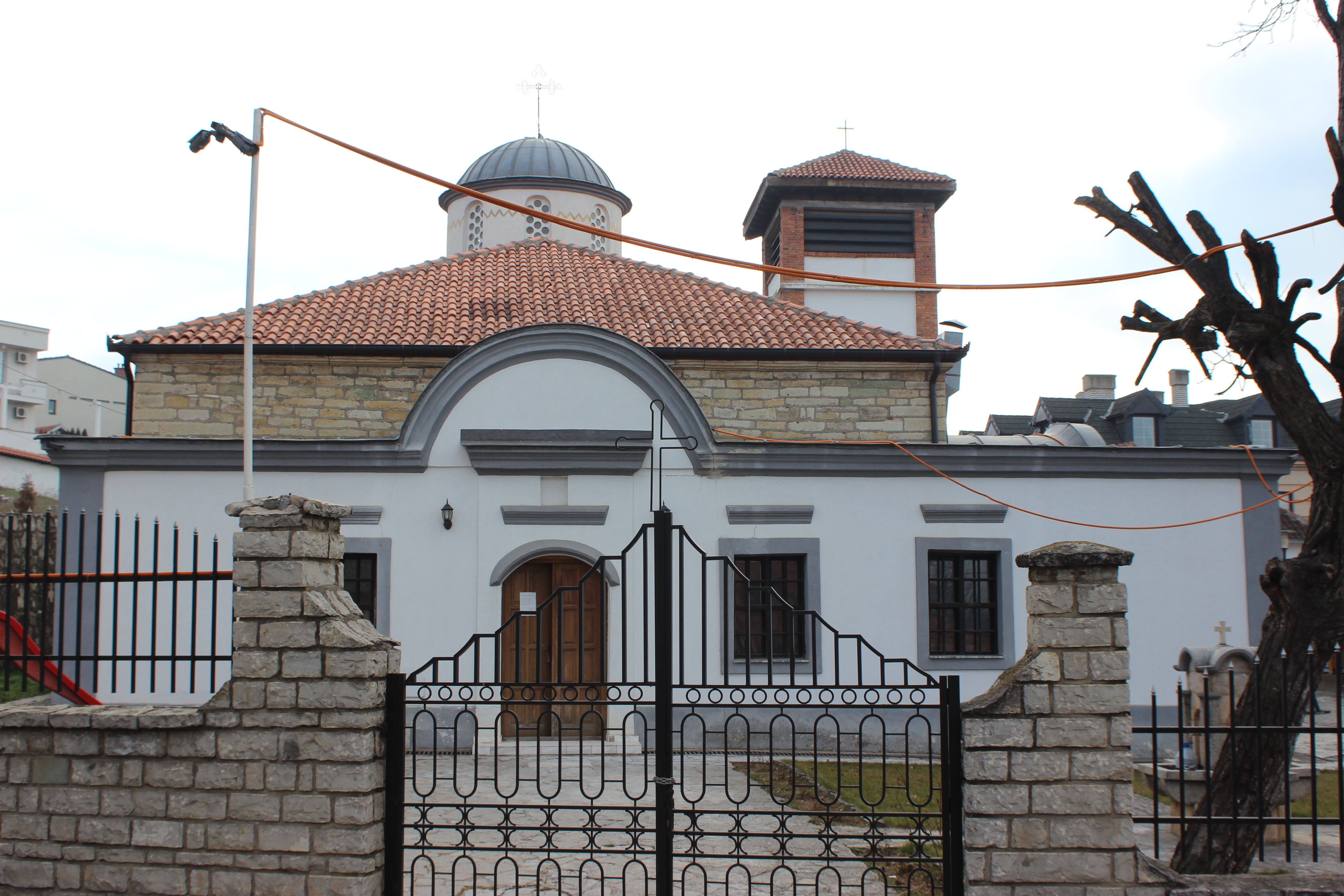

Cerkiew została wzniesiona w 1833 na miejscu starszej, z inicjatywy żyjących w Prisztinie Serbów, którzy uzyskali na jej budowę zezwolenie tureckiego sułtana. Pierwotnie obiekt nie posiadał żadnych zewnętrznych elementów architektonicznych odróżniających go od sąsiadujących z nim budynków mieszkalnych, zamieszkanych przez muzułmanów. W późniejszym okresie dobudowano do niego kopułę. W sąsiedztwie cerkwi znajdował się również dom parafialny.
Przed wojną w Kosowie świątynia była remontowana, został w niej zainstalowany system ogrzewania oraz marmurowa posadzka. Po ustanowieniu międzynarodowego zarządu Kosowa obiekt znalazł się po ochroną KFOR, którą był objęty do początku 2002. Był w tym okresie jedyną czynną cerkwią prawosławną w Prisztinie.
W czasie zamieszek w Kosowie w marcu 2004 cerkiew została ostrzelana z broni maszynowej, a następnie spalona razem z wyposażeniem (dębowy ikonostas, ikony, archiwum parafii) przez kosowskich Albańczyków. Jednostki policji UNMIK oraz KFOR ewakuowały służącego w cerkwi duchownego. W obronie obiektu został ranny jeden policjant.
20 lutego 2010 tymczasowy administrator eparchii raszko-prizreńskiej biskup Atanazy (Jevtić) poświęcił odbudowaną świątynię. Jej całkowita odbudowa była możliwa dzięki współpracy Rady Europy, Komisji Europejskiej, eparchii raszko-prizreńskiej oraz władz Kosowa.